# Прапор Немішаєвого
Прапор Немішаєвого — офіційний символ-прапор смт Немішаєвого (Бородянського району Київської області), затверджений рішенням № 31-V Немішаївської селищної ради від 21 вересня 2010 року.

## Опис
Надається згідно з рішенням Немішаївської селищної ради «Про затвердження символіки Немішаєвого» та статутом територіальної громади селища Немішаєве Бородянського району Київської області:

## Прапор
|  | Полотнище з пропорційним відношенням сторін 2:3, розподілене перевернуто-вилоподібним хрестом на жовтий, синій та білий. |

## Муніципальний прапор
|  | Полотнище з пропорційним відношенням сторін 2:3, розподілене перевернуто-вилоподібним хрестом на жовтий, синій та білий, у центрі розміщено великий герба смт. Немішаєве. |

## Штандарт
|  | Полотнище з пропорційним відношенням сторін 1:1, розподілене перевернуто-вилоподібним хрестом на жовтий, синій та білий, у центрі розміщено великий герба смт. Немішаєве. |

Автори проекту символіки: Олександр Кандауров, Князь Михайло Іашвілі-Шубін.

## Джерело
- Рішення № 31-V Немішаєвської селищної ради «Про затвердження символіки смт Немішаєве» від 21 вересня 2010 року.